# Prix Hans-Schneider
Pour les articles homonymes, voir Schneider.
Le prix Hans-Schneider est une distinction en algèbre linéaire décernée par l'International Linear Algebra Society (ILAS). Il a été créé par une Fondation de Hans Schneider (de) et, depuis 1993, à intervalles irréguliers, attribué à l'occasion des conférences de l'ILAS. Il est décerné pour l'œuvre d'une vie ou pour des actions remarquables et il est assorti d'une plaque et d'une conférence magistrale.

## Lauréats
- 1993: Miroslav Fiedler (de), Shmuel Friedland (de), Israel Gohberg (en)
- 1996: Mike Boyle, David Handelman, Robert C. Thompson
- 1999: Ludwig Elsner (de)
- 2002: Tsuyoshi Ando
- 2004: Peter Lancaster (de)
- 2005: Richard S. Varga
- 2006: Richard Brualdi
- 2010: Cleve Moler, Beresford Parlett (en)
- 2013: Thomas J. Laffey (en)
- 2016: Paul Van Dooren
- 2017: Rajendra Bhatia (en)
- 2019: Volker Mehrmann
- 2020: Lek-Heng Lim
- 2022: Pauline van den Driessche et Nicholas Higham

## Liens
- Site officiel, ILAS
- Lauréats, ILAS